# Miloslav Smetana
Miloslav Smetana (* 10. listopadu 1953) je bývalý český fotbalista, útočník.

## Fotbalová kariéra
Hrál ligu za Baník Ostrava a TJ Vítkovice. Nastoupil ve 47 ligových utkáních a dal 4 góly. V roce 1976 získal ligový titul s Baníkem Ostrava. V roce 1976 nastoupil za Baník v Poháru mistrů proti Bayernu.

## Ligová bilance
| Ročník                                   | Zápasy | Góly | Klub          |
| ---------------------------------------- | ------ | ---- | ------------- |
| 1. československá fotbalová liga 1975/76 | 10     | 0    | Baník Ostrava |
| 1. československá fotbalová liga 1976/77 | 12     | 1    | Baník Ostrava |
| Česká národní fotbalová liga 1980/81     | -      | 3    | TJ Vítkovice  |
| 1. československá fotbalová liga 1981/82 | 25     | 3    | TJ Vítkovice  |
| CELKEM                                   | 47     | 4    |               |